# سلطان حاجی‌بیگف
سلطان حاجی‌بیگف (ترکی آذربایجانی: Soltan İsmayıl oğlu Hacıbəyov; ۸ مهٔ ۱۹۱۹ – ۱۹ سپتامبر ۱۹۷۴) رهبر (موسیقی)، آهنگساز، آموزشگر، نوازنده پیانو و مربی موسیقی آذربایجانی دارنده جایزه هنرمند مردمی اتحاد جماهیر شوروی بود.

## زندگی
سلطان حاجی‌بیگف ۵ ماه مه سال ۱۹۱۹ در شهر شوشی چشم به جهان گشود. وی عمو زاده عزیر حاجی‌بیگف بود.
سلطان حاجی‌بیگف آهنگ‌سازی بود، که تا حد زیادی در پیدایش موسیقی ملی سمفونیک در جمهوری آذربایجان ایفای نقش کرد. وی موسیقی‌های کثیری همچون باله «گلشن» (۱۹۵۰)، کمدی موزیکال «گل سرخ» (۱۹۴۰)، دو سمفونی (۱۹۴۴، ۱۹۴۶)، «کاروان» (۱۹۴۵)، اپرای کودکانه «اسکندر و چوپان» (۱۹۴۷) تألیف و تصنیف. کرد
سلطان حاجی‌بیگف ریاست کنسرواتوار دولتی آذربایجان (هم‌اکنون: آکادمی موسیقی باکو) را بین سال‌های ۱۹۶۹ الی ۱۹۷۴ به عهده داشت. در سال ۱۹۵۲ از وی به خاطر باله «گلشن» با اهدای جایزه استالین درجه دو تقدیر به عمل آمده و در سال ۱۹۷۳ نام افتخار هنرمند مردمی اتحاد جماهیر شوروی را ازآن خود نمود.